# Concerto pour clavier en ré majeur de Haydn
Pour les articles homonymes, voir Concerto en ré.
Le Concerto pour clavier en ré majeur de Joseph Haydn (Hob.XVIII:11) est un concerto pour clavier et orchestre du compositeur autrichien Joseph Haydn. Il fut probablement composé fin des années 1770 ou au début de la décennie 1780, puisqu'il apparaît dans le catalogue Breitkopf de 1782–1784. Il est publié à Paris par Boyer en 1784 et à Vienne par Artaria. Quelques mois après, Boyer publia aussi le concerto en sol, Hob.XVIII:4.

## Histoire
Il reste au moins dix-neuf sources de ce concerto, mais pas d'original de Haydn lui-même. Le concerto aurait notamment été interprété pour un concert privée par Mademoiselle von Hartenstein le 28 février 1780.

## Analyse
Des trois concertos pour clavecin ou pianoforte de Haydn, cet opus est le seul qui se rapproche de ceux de Mozart. L'orchestre outre les cordes, invite deux hautbois et deux cors. Il est deux fois plus long – près de vingt minutes – que ses prédécesseurs (Hob.XVIII: 3 et 4) en fa et sol.
1. Vivace.
2. Un poco adagio. En la majeur
3. Finale. Allegro assai à

Le Finale est un rondo. Les éditeurs indiquent : « Rondo all'Ungarese » (Artaria) et « Rondo Hongrois » (Boyer).
Les cadences originales de Haydn pour les premier et second mouvements, ont survécu.